# Operació Ortsac
Operació Ortsac (Castro al revés) fou el nom del projecte d'una invasió possible de Cuba planejada per l'exèrcit dels Estats Units el 1962. El nom clau provenia del President cubà Fidel Castro lletrejant el seu cognom al reves.
Durant la Crisi dels míssils de Cuba, després del descobriment del missils SS-4 que estaven sent muntats dins Cuba, el Govern dels EUA va considerar diverses opcions incloent-hi un bloqueig, un atac aeri o una intervenció militar contra les posicions de míssil cubanes.
El 14 d'octubre de 1962, un avió espia U2 va capturar fotografies que van provocar el començament de la crisi. Els analistes de la CIA van identificar "San Cristóbal núm. 1", un lloc de míssils balístics de rang mitjà, capaç de llançar armes nuclears gairebé a 1200 milles. Tres dies més tard, el 17 d'octubre de 1962, més de 40 vaixells de guerra americans es van dirigir a Vieques, a la costa de Puerto Rico, per fer exercicis de formació. Els caps conjunts havien planejat escenaris per a un assalt amfibi a Cuba durant mesos, però el president Kennedy, encara recuperant-se per haber donat la seva confiança en els caps militars en la fallida Invasió de Bahía de Cochinos, va ser reticent a realitzar l'acció militar.
Les armes nuclears subministrades per la Unió soviètica podrien ser destruïdes per una intervenció militar amb l'ajuda de batudes per aire abans que estiguessin operatives. Però aquests plans van ser refusats a favor d'un bloqueig, ja que el President dels EUA John F. Kennedy estaba en contra de qualsevol tipus d'atac directe.
Es va argumentar que un atac americà probablement hagués suposat la mort de soldats soviètics i un atac en represàlia en una altra posició americana en el món com Berlín De l'oest. Aquests moviments possiblement haguessin resultat en una guerra nuclear sense quarter entre la Unió soviètica i els Estats Units.
També, un atac aeri probablement hauria fallat per destruir la totalitat dels míssils, molts d'ells en posicions amagades als avions de reconeixement U-2. També fracassaria perquè el primer ministre soviètic, Nikita Khrushchev, enviaria nous reforços a Cuba, fent una intervenció militar plena deposant a Castro necessàriament per impedir que es col·loquessin més míssils a Cuba.
Després de l'esfondrament de la Unió Soviètica, els russos van revelar que els míssils de mitjana distància a Cuba ja estaven pràcticament operatius en aquell moment, i un grup més petit de mussils nuclears tàctics es trobaven operatius sota coma comandament d'oficials de camp, encara que la seva utilització fou descartada ràpidament. Un atac contra aquestes posiciona hauria donat lloc a l'ús d'armes nuclears tàctiques.

## Ordre de batalla
Força d'Invasió cubana (Cos)
- 101è Airborne Divisió (Aeròdroms Jose Martí i San Antonio de los Baños)
- 82è Airborne Divisió (Areròdroms Mariel i Baracoa)
- 1a Divisió Marina (platges a Tarará)
- 2a Divisió Marina (platges a Tarará)